# Fortifications de Sarrebourg
Les fortifications de Sarrebourg est un édifice situé dans la commune française de Sarrebourg, en Moselle.

## Histoire
Les deux tours, place de la Liberté sont classées au titre des monuments historiques par arrêté du 14 août 1908. Les parties subsistantes, avec les restes de remparts attenants (situés avenue Poincaré), des deux tours des anciennes fortifications sont inscrites au titre des monuments historiques par arrêté du 30 juillet 1980.
Le siècle de la principale campagne de construction est le XIIIe siècle.
Le 24 décembre 2024, un pan des remparts situé dans le jardin de la Liberté s'effondre en raison d'une accumulation d'eau entre les pierres.